# Franz Kullak
Franz Kullak (* 12. April 1844 in Berlin; † 9. Dezember 1913 ebenda) war ein deutscher Pianist und Komponist.
Kullak, der Sohn von Theodor Kullak, studierte an der Neuen Akademie seines Vaters in Berlin, die er nach dessen Tod 1882 weiterführte und 1890 auflöste.
Als Unterrichtswerk veröffentlichte er:
- Der erste Klavierunterricht
- Der Fortschritt im Klavierspiel
- Die Harmonie auf dem Klavier.

Er komponierte die große Oper in 5 Akten Ines de Castro (Berlin 1877), eine Jubiläumsouvertüre, Klavierstücke und Lieder. Daneben arrangierte er zahlreiche Orchesterwerke (u. a. von Mozart und Beethoven) für Klavier und wirkte als Musikkritiker und -herausgeber.

## Veröffentlichungen
- Der Vortrag in der Musik am Ende des 19. Jahrhunderts. Verlag: F. E. C. Leuckart, Leipzig 1898. Neuauflage Verlag: Kessinger Pub Co. 2010. ISBN 978-1-1677-5604-7
- Beethoven's piano-playing, with an essay on the execution of the trill: written as an introduction to a new critical edition of Beethoven's piano-forte concertos. Übersetzt aus dem Deutschen von Theodore Baker. Verlag: G. Schirmer, New York 1901
- Concert op. 19, B dur, no. 2, mit Fingersatz und der vollständigen, für Pianoforte übertragenen Orchesterbegleitung versehen. Verlag: Steingräber, Leipzig 1885
- Concert D moll für Pianoforte. Verlag: Steingräber, Leipzig 1888
- Konzerte für Pianoforte / Beethoven; mit Fingersatz und der vollständigen, für Pianoforte übertragen Orchesterbegleitung versehen. Verlag: Steingräber, Leipzig 1889
- Wolfgang Amadeus Mozart: Concertos for the Piano. (Two Pianos, Four Hands) Verlag: G. Schirmer, New York, 1986. ISBN 978-0-7935-6499-6